# Casalbuttano ed Uniti
Casalbuttano ed Uniti – miejscowość i gmina we Włoszech, w regionie Lombardia, w prowincji Cremona.
Według danych na rok 2004 gminę zamieszkiwały 4093 osoby, 178 os./km².